# Guerra de Sucesión de Borgoña
La guerra de Sucesión de Borgoña (1477-1482) fue una contienda que enfrentó a la Casa de Habsburgo y al reino de Francia por el reparto de las tierras de Borgoña.
La muerte del duque de Borgoña Carlos el Temerario el 5 de enero de 1477 puso final a la disputa que sostenía con el rey de Francia: Luis XI, libre por fin de su poderoso rival, emprendió enseguida el desmantelamiento del Estado borgoñón y la recuperación de sus tierras. Envió su ejército a conquistar las dos Borgoñas (el ducado y el condado) y los Países Bajos Borgoñones. La guerra concluyó con el Tratado de Arrás (1482) y el de Senlis (1493).

## Recuperación francesa de las dos Borgoñas

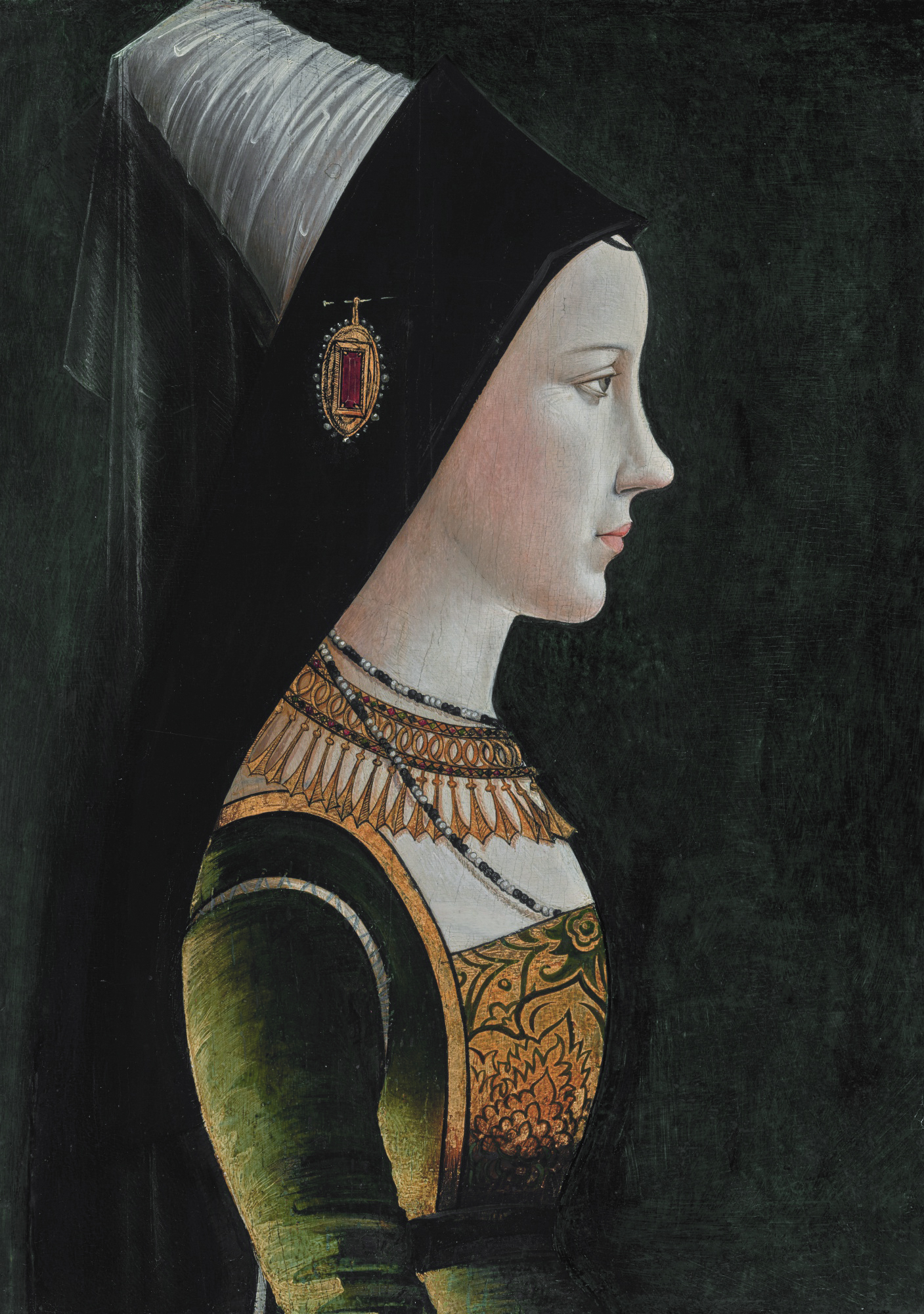
La duquesa María de Borgoña.

Luis XI envió a sus ejércitos a ocupar el Ducado de Borgoña, justificándose con la afirmación de que el título debía ostentarlo un varón y expresando su intención de proteger los derechos de la duquesa, de la que era el padrino. Carlos de Amboise entró en Dijon el 12 de enero y publicó las cartas del rey del día 5 en las que recordaba a los habitantes del lugar que lo eran del reino de Francia.
María de Borgoña replicó escribiendo a los habitantes del ducado el 23 de enero de 1477 que no había necesidad de amparo y que el ducado no era un infantado, lo que no pudo demostrar (en efecto, había sido entregado en dos ocasiones a hijos del rey de Francia, en tiempos de Roberto II y luego en los de Juan II. El rey Jean II lo había heredado a la muerte de Felipe I de Borgoña en 1361, en calidad de pariente más cercano de este: era primo del difunto por parte de madre (Juana de Borgoña). Al ser una herencia, Borgoña había era ya para entonces posesión real. Al concedérselo dos años más tarde a su hijo Felipe, había hecho del territorio un infantado. Desde 1314 y durante el resto del siglo, los infantados se concedieron sin tener en cuenta a las infantas.
Marie recordó igualmente que las adquisiciones de sus predecesores, el Auxerrois, el Charolais y el Mâconnais, no habían estado condicionados a mantener una sucesión masculina para el título. Sin embargo, los borgoñones, satisfechos por los anuncios del rey de proclamar una amnistía y abolir los impuestos creados por el Temerario, se declararon súbditos fieles del rey. Este tuvo la gran habilidad de crear además un Parlamento de Borgoña el 18 de marzo de 1477. Aunque hubo una revuelta contra el rey en 1477, fue aplastada brutalmente por La Trémoille.
El rey se apoderó igualmente por la fuerza del Franco Condado aunque era territorio imperial y no del reino: la resistencia en este señorío fue más enconada, pero fue finalmente vencida y cesó en 1481.

## Reparto de Países Bajos borgoñones

Cambios territoriales: en verde y rojo, los territorios que pasaron a poder de Francia.

El 2 de febrero de 1477, Philippe de Commines expresó su temor al rey de que tratar de apoderarse militarmente del territorio del difunto duque de Borgoña podría ser una medida apresurada y errónea. Aconsejó al rey que tratase de obtener la mano de María para su hijo. Así Francia podría hacerse sin dificultad con el conjunto de los estados reunidos por los duques de Borgoña: el reino se adueñaría de hecho de numerosas y muy ricas tierras del imperio (Henao, Brabante, Holanda, Zelanda, Luxemburgo, etc.) como antaño había hecho con el Delfinado. El consejo no satisfizo al monarca, que envió a Philippe a Poitou para vigilar al duque de Bretaña.
En realidad, Luis XI había sopesado desposar a su hijo el delfín Carlos con María ya en vida de Carlos el Temerario y no había abandonado la idea. No obstante, tenía que tener en cuenta los inconvenientes que suponía adoptar una estrategia únicamente diplomática:
1. Una actitud amistosa y conciliadora podía permitir a los dirigentes borgoñones reorganizarse y al Estado borgoñón recuperar su antiguo poderío, situación que podía desbaratar los planes de boda.[7]
2. El delfín estaba prometido a Isabel de York, compromiso que Luis deshizo en 1482, pero la situación de Inglaterra era por entonces muy diferente a la de 1477. Que Luis XI evitara cuidadosamente solicitar públicamente la mano de María parece indicar que era consciente de que el matrimonio de su hijo con esta conllevaba el riesgo de que estallase una guerra con los ingleses, puesto que suponía frustrar la boda del delfín con Isabel, que se había estipulado en el Tratado de Picquigny.[8]
3. Apostarlo todo a la diplomacia y a un matrimonio no era garantía alguna de éxito: María podía muy bien negarse a casarse con un niño de siete años, trece años menor que ella y los notables flamencos que la rodeaban podían oponerse a someterse a la autoridad efectiva del rey de Francia.

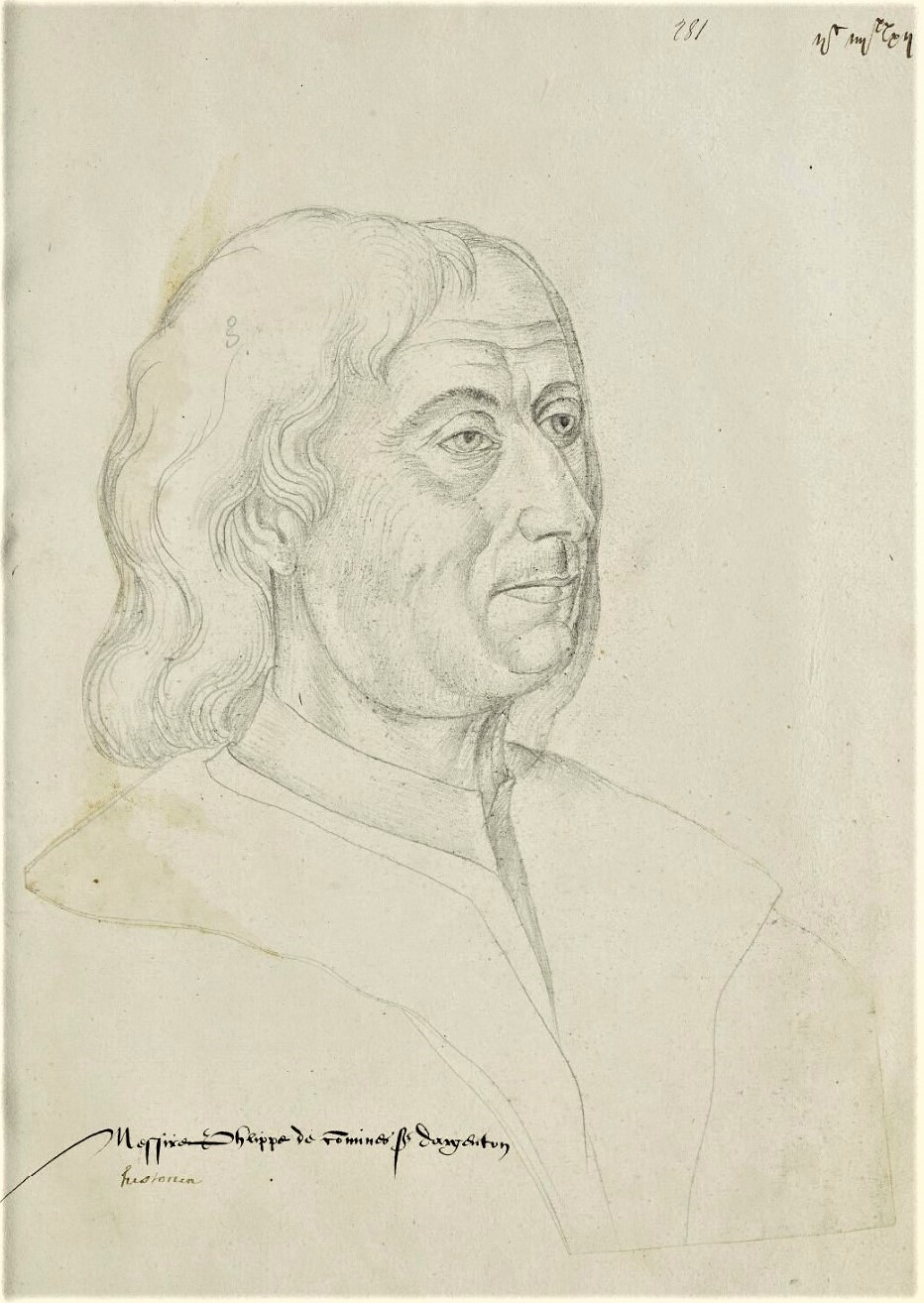
Philippe de Commines, consejero del rey de Francia.

En su relato, redactado doce años después de los acontecimientos que narra, Philippe de Commines no tuvo en cuenta estos elementos. Pero se muestra prudente, no obstante, sobre lo que hubiese convenido hacer:

Sin embargo, el (buen) sentido de nuestro rey era tan grande que ni yo ni los demás entendimos de manera tan clara sus asuntos como lo hizo él; porque sin ninguna duda fue uno de los hombres más sabios y sutiles que haya reinado en su tiempo. Pero en estas grandes materias, Dios dispone los corazones de los reyes y de los grandes príncipes (a los que tiene en su mano) a tomar las vías que convienen para las obras que desea realizar después. No pretendo culpar a nuestro rey al decir que fracasó en este asunto, porque, por ventura, otros que sabían y conocían más que yo eran de su misma opinión.

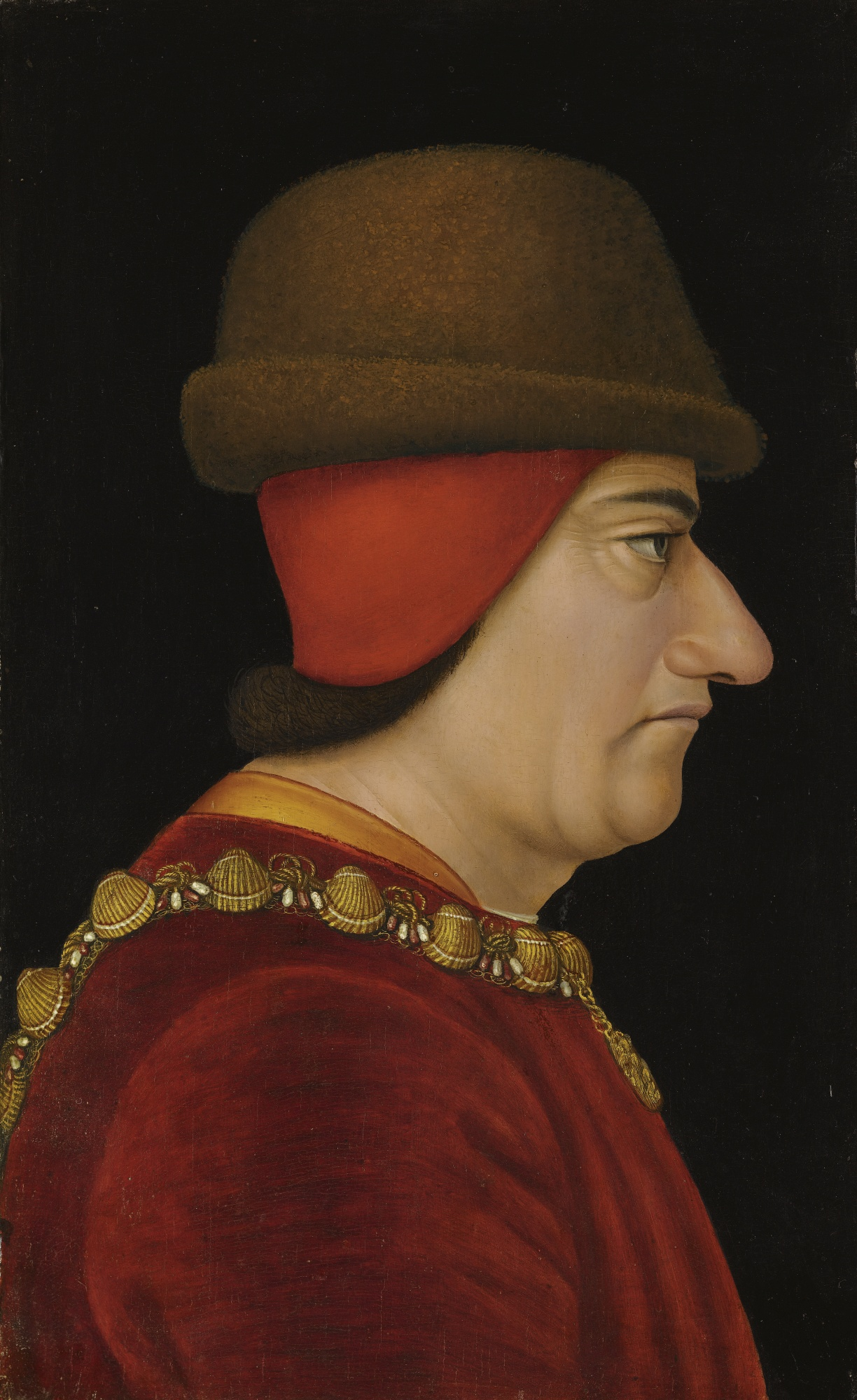
Luis XI, a la sazón monarca francés.

De cualquier forma, Luis XI trató de que se pactase el matrimonio entre su hijo y la hija de su enemigo. Despachó para ello embajadores a Gante, discretos, los más modestos de su séquito. Uno de ellos fue Olivier Le Daim, a quien los ganteses tuvieron cuasi preso en el castillo de la ciudad; estos deseaban que se reuniesen los Estados Generales de Flandes y que se restableciesen sus privilegios. Olivier fue mal recibido, no logró la sumisión de Gante y abandonó la ciudad cuando se empezó a estudiar lanzarlo al río. Por su parte, la corte de María envió una embajada compuesta del canciller Guillermo Hugonet y de Guido de Humbercourt, los dos principales consejeros de María y partidarios del matrimonio con el delfín. Hugonet y Humbercourt dieron incluso permiso al rey para apoderarse de Artois; las tropas del rey que se habían adueñado de Picardía no tuvieron problema en hacer lo mismo con el Artois. El monarca francés hizo su entrada en Arrás el 4 de marzo de 1477. Recibió en la ciudad a una delegación de los Estados flamencos a la que declaró que deseaba casar a su hijo con María a condición de que esta se pusiese bajo su protección. A diferencia de los consejeros de María, los delegados rechazaron de plano esta propuesta.
El rey intentó de aprovechar las disensiones entre los flamencos y la corte de María para asegurarse el respaldo del partido que buscase su ayuda. Cuando sus consejeros exhibieron una carta en la que la heredera declaraba que deseaba que sus asuntos los gestionasen Hugonet, Humbercourt y otros dos de sus favoritos, los embajadores flamencos, que afirmaban que los Estados Generales ostentaban el poder supremo, se enojaron y abandonaron Arrás el 9 de marzo de 1477. De vuelta en Gante, los emisarios tildaron a la duquesa de mentirosa y esta hubo de disculparse. Los ganteses volvieron a rebelarse, prendieron a Hugonet y Humbercourt, a los que acusaron de haber entregado el Artois y de haber aceptado regalos del rey francés, y los decapitaron el 3 de abril de 1477. El soberano francés censuró la ejecución y dio amparo a las familias de los ajusticiados.

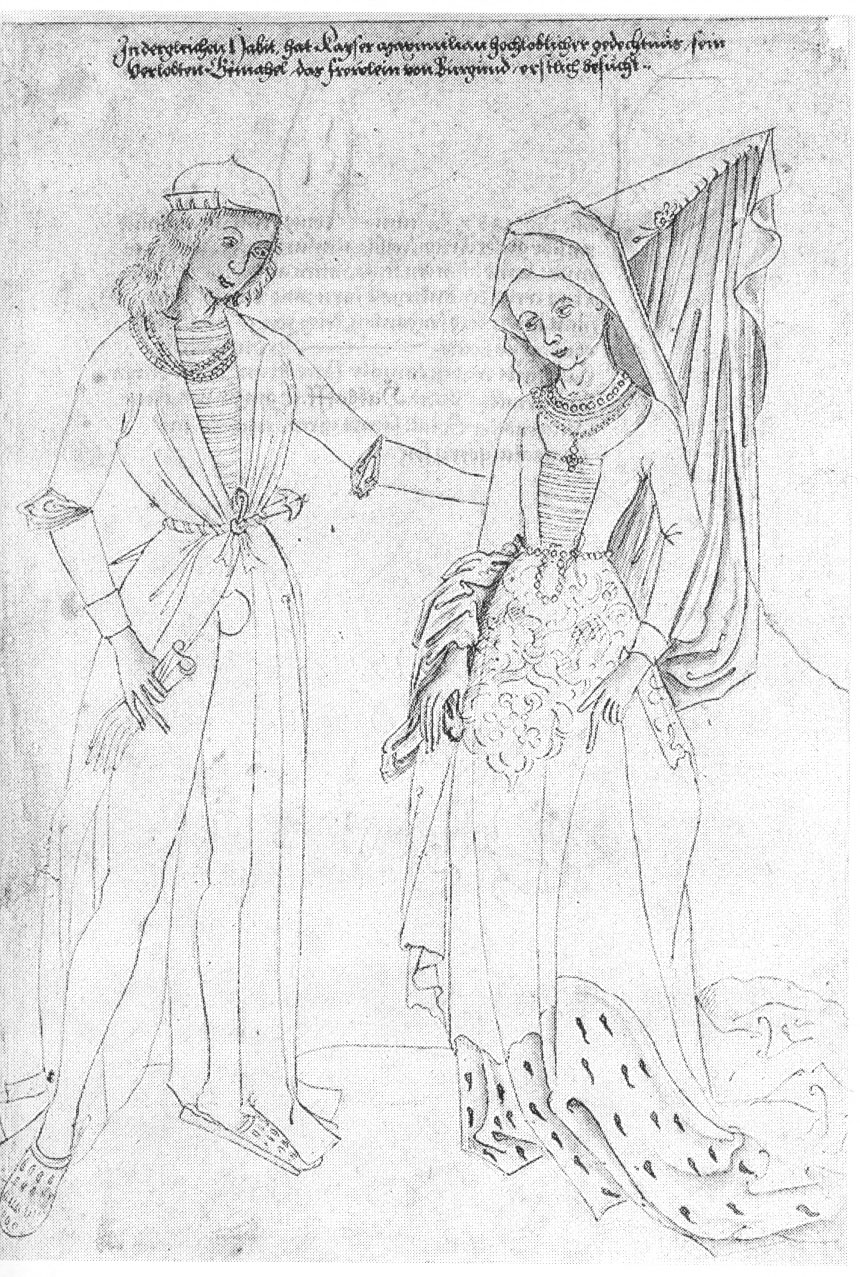
Maximiliano y María de Borgoña.

La muerte de Hugonet y Humbercourt y el hecho que la duquesa Margarita de York hubiese alejado de la corte al príncipe-obispo de Lieja habían descabezado al partido favorable al matrimonio francés. Mientras, había estallado una revuelta contra María en el Ducado de Güeldres, aunque los rebeldes carecían de jefe; el heredero, Adolfo de Güeldres, estaba cautivo en Flandes. María lo liberó y le encomendó el mando del ejército que debía hacer frente a los franceses y sofocar la insurrección en Güeldres, insinuando que podría casarse con él. La muerte de Adolfo en el cerco de Tournai de 1477 desbarató el plan. La duquesa viuda, cuyo proyecto de casamiento con un príncipe inglés también había sido descartado, recuperó el del matrimonio de María y Maximiliano, hijo del emperador Federico III, que casi se había abandonado tras el fracaso de las negociaciones de Trèves en 1473. Luis XI trató de que los príncipes alemanes se opusiesen a este enlace, advirtiéndoles de los perjuicios que podía suponerles el reforzamiento del poder de los Habsburgo, si bien la boda no requería su consentimiento. Así, el matrimonio por poderes se celebró finalmente el 21 de abril de 1477 y en persona en Gante el 21 de agosto.
La boda enfureció a Luis, que decidió emplear la fuerza y se puso al frente de sus huestes para conquistar Henao. Al mismo tiempo, trató de justificarse jurídicamente emprendiendo un procedimiento de lesa majestad que comportaba la confiscación de los territorios, sanción de la felonía. Entre los crímenes de los que acusó al difunto duque descollaba la infracción del salvoconducto que había dado a Luis XI antes de la entrevista de Péronne. El Parlamento de París declaró traidor a Carlos y en consecuencia le privó de sus feudos póstumamente. La conquista del Artois concluyó rápidamente. 
Arrás intentó entonces reconciliarse con María, pero sus delegados fueron apresados y decapitados por perjurio. La ciudad volvió a rebelarse, pero el ejército francés la rindió en mayo de 1477. Luis interrumpió la campaña de Henao y tomó el mando de un ejército que debía someter Flandes, territorio del reino. Sin embargo, acabó pactando una tregua con Maximiliano el 8 de septiembre de 1477.
Pese a llevar a cabo una nueva campaña en 1478, Luis XI constató que no podría apoderarse de todas las antiguas posesiones del Temerario. Maximiliano, por su parte, era el príncipe más endeudado de Europa. Durante las negociaciones, el rey de Francia accedió a evacuar parte de lo que había conquistado en Henao (Cambrai, Le Quesnoy y Bouchain). Maximiliano se avino a ceder los derechos que afirmaba poseer sobre Borgoña, Artois, Boulogne, Lila, Doté, Orchies y Saint-Omer. Ambos firmaron una nueva tregua que entraría en vigor el 11 de julio de 1478 y tendría un año de vigencia.
Luis XI se negó a prorrogarla y reanudó las hostilidades en Artois cuando caducó en julio de 1479. Maximiliano asedió Thérouanne y venció en la batalla de Guinegate del 7 de agosto, que le resultó tan costosa que no pudo aprovechar; con tantas o más bajas que los franceses, no pudo apoderarse ni de Arrás ni de Thérouanne. Luis XI bloqueó entonces los Países Bajos, causando graves estragos económicos a los Estados de María. Maximiliano y la duquesa viuda esperaban recibir el apoyo militar y económico del rey de Inglaterra, Eduardo IV, pero este no estaba en situación de socorrerlos y el dinero francés así como la esperanza de casar su hija con el delfín lo disuadieron de emprender nada contra Luis.

## El Tratado de Arras

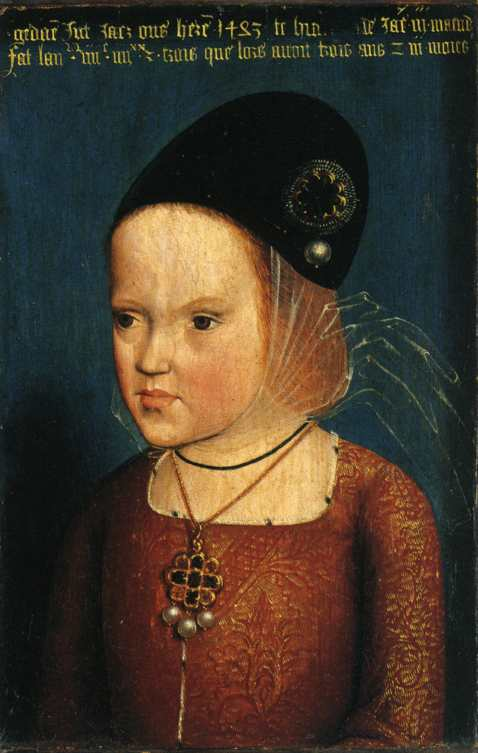
Margarita de Borgoña, de niña.

Luis XI se mostró dispuesto a negociar y ofreció desposar a su hijo el delfín Carlos con la hija de María y Maximiliano, Margarita de Borgoña, nacida el 10 de enero de 1480. Se pactó una nueva tregua el 21 de agosto de 1480, que duró hasta junio de 1482. Se entablaron negociaciones en Arrás, que el rey siguió desde Tours.
Sin embargo, María de Borgoña murió de una caída de caballo el 27 de marzo de 1482. Los Estados de Flandes, Henao, Brabante y Holanda exhortaron a Maximiliano a negociar; este se encontraba debilitado política y anímicamente por el fallecimiento de su esposa y carecía de derechos personales sobre los Países Bajos. Los Estados de Flandes deseaban reducir la autoridad de Maximiliano y estaban dispuestos a ceder el Artois al rey francés. Philippe de Commines indica que estaban listos incluso a entregar al rey «a todos los súbditos de esta casa que sean de lengua francesa», es decir, los territorios de Henao y Namur. El rey de Francia concluyó la conquista del Artois con la toma el 28 de julio de 1482 de Aire.
Maximiliano aceptó finalmente que ni el Ducado de Borgoña, ni el condado de Boulogne ni las ciudades del Somme (Picardía) se incluyesen en el tratado. Accedió también a que el pacto no mencionara el derecho femenino. El Tratado de Arrás se firmó el 23 de diciembre de 1482 y el rey lo juró en enero de 1483 en Plessis; se celebró en todo el reino con hogueras. Luis y Maximiliano se repartieron así la herencia de María de Borgoña. La victoria de Luis XI quedó patente en la primavera de 1483; el monarca dejó de pagar al rey de Inglaterra, puesto que ya no necesitaba neutralizarlo y evitar que participase en las negociaciones; el gesto disgustó intensamente al soberano inglés.
El delfín desposó a Margarita, que fue educada en Francia. Esta aportó una dote muy superior a lo acostumbrado, que abarcó el conjunto de las tierras borgoñonas ocupadas por Francia. Los siguientes territorios pasaron oficialmente a administración francesa :
- el condado de Artois,
- el condado de Auxerre,
- el condado de Borgoña (o Franco Condado),
- el condado de Charolais,
- el condado de Mâcon,
- la castellanía de Bar-sur-Seine;
- los señoríos de Château-Chinon, de Chaussin, de Laperrière, de Noyers y de Salins.

El resto de Flandes, los ducados de Brabante, Limburgo y Luxemburgo, los condados de Flandes, Henao, Namur, Holanda y Zelanda se adjudicaron al archiduque Felipe, a condición de que rindiese homenaje al rey de Francia por la posesión del condado de Flandes, feudo de la Corona. El rey recordó asimismo su derecho a redimir el Flandes galo (las ciudades y castellanías de Lila, Douai y Orchies, así como el Tournaisis), en virtud de los actos censurables de tiempos del matrimonio de Felipe el Atrevido.
Se dispuso que la dote de Margarita se entregase a su hermano Felipe o a sus descendientes —nuevamente con la condición de homenaje al rey de Francia por las tierras dependientes de la Corona— si Francia anulaba el matrimonio antes de que los esposos alcanzasen la mayoría de edad o si la pareja no tenía descendencia. Si, por el contrario, era Felipe el Hermoso quien moría, los Países Bajos pasarían a soberanía francesa.

## El Tratado de Senlis

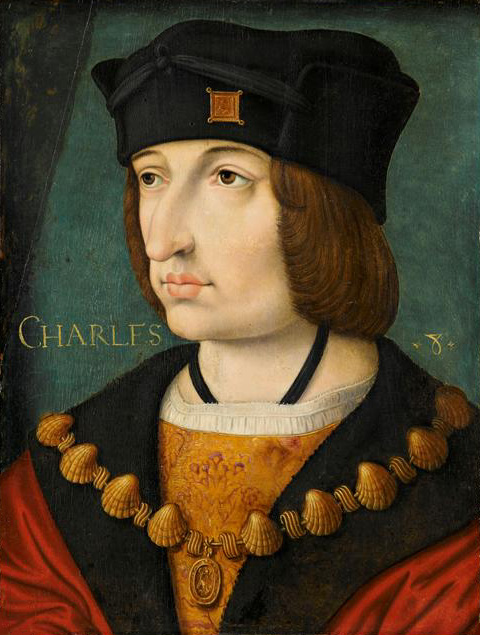
Carlos VIII, por entonces delfín de Francia.

Luis XI hizo propuestas de paz y ofreció a su hijo, el delfín Carlos, en matrimonio. Este se adelantó a los planes hostiles de Maximiliano de Austria, que pretendía desposar a Ana de Bretaña en una maniobra política que debía perjudicar a Carlos, y despidió a su antigua prometida Margarita de Austria, que llevaba desde los dos años en la corte francesa. Según lo dispuesto en el Tratado de Arrás, Maximiliano debía devolver la dote de Margarita, en nombre de su hijo el archiduque Felipe, que aún era menor de edad.
El Tratado de Senlis se firmó el 23 de mayo de 1493 para reflejar las consecuencias de la devolución de Margarita a su padre. Esta perdió parte de su dote: solo conservó el Artois, el condado de Borgoña (el Franco Condado), el Charolais y una parte de los señoríos anexos al ducado de Borgoña (Noyers, Château-Chinon, Chaussin y Laperrière). Estas tierras debían pasar a su hermano, que debía rendir homenaje al rey de Francia por los feudos dependientes de la Corona. Margarita conservó los bienes residuales de su dote a título vitalicio para asegurar sus ingresos. 
Los condados de Auxerre y de Mâcon, así como el señorío de Bar-sur-Seine, quedaron temporalmente en poder de Francia, en espera de un arbitraje ulterior, que los incluyó entre las tierras de realengo.
La frontera oriental del reino cambió por primera vez desde los tiempos del Tratado de Verdún y dejó de seguir el curso del Saona: el Ducado de Borgoña en su conjunto pasó a formar parte del reino hasta la frontera con el condado de Borgoña. Por lo tanto, se eliminó el particularismo del condado de Auxonne (parte del ducado de Borgoña ubicado en el Imperio).